# Nål

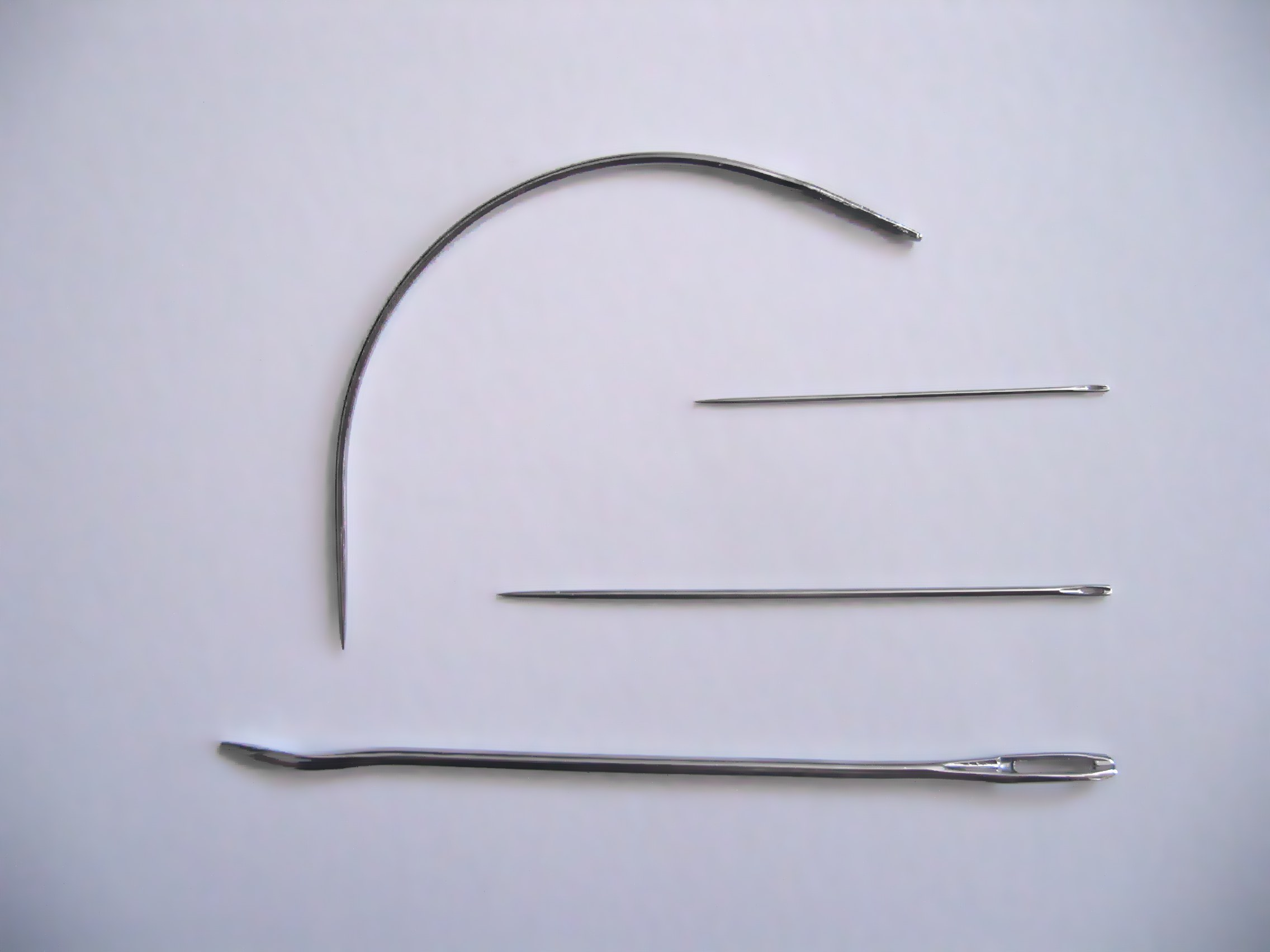
Olika synålar

En nål är ett långt, smalt och ofta vasst föremål (verktyg) som vanligen förknippas med sömnad och andra arbeten med tråd eller garn. Öppningen för tråden i denna typ av nålar kallas nålsöga. Ordet nål kan också beteckna prydnadsnålar (till exempel hattnål) eller nålar för att tillfälligt fästa fast något (till exempel knappnål eller säkerhetsnål). Nålar kan även vara rispande verktyg, såsom etsnål, ritsnål eller tatueringsnål. Ordet nål används dessutom i mer bildlig bemärkelse, som liknelse och i ordspråk, till exempel "sitta som på nålar".

## Historia
Nålen som uppfinning kan spåras tillbaka till stenåldern. De tidigaste nålarna var troligen sådana som kunde hittas i naturen, såsom fiskben och taggar från växter. Paracastextilierna, som daterats till ca 500-700 år före vår tideräkning, tillverkades bland annat med hjälp av nålar gjorda av kaktustaggar. Genom historien har nålar gjorts av material som ben, trä, guld, silver, elfenben och brons, men numera är de flesta nålar tillverkade av stål.
Kunskapen att tillverka stålnålar fanns i Kina flera hundra år före vår tideräkning, och spreds sedan västerut. Vid tiden för det romerska imperiet finns det belägg för nåltillverkning i England. Senare använder Adam Smith i sitt verk Nationernas välstånd nålindustrin som ett illustrerande exempel på arbetsfördelning.  

## Olika typer av nålar
- Synål av olika storlek i längd och tjocklek.
- Knappnål utan öga, men med förstorat huvud för att lätt anbringas och tas bort. Knappnålar kunde göras dekorativa med figurer av till exempel glas (se även hattnål). De knappnålar som används vid sömnad av ömtåliga material görs så tunna som möjligt. Det finns även grövre och kortare knappnålar med platt eller runt huvud.[2]
- Symaskinsnålar med olika grovlek, antal ögon och tjocklek beroende på vad som ska sys.
- Industrinålar tekniskt anpassade för till exempel maskinsömnad och matt-tillverkning.
- Säkerhetsnål
- Akupunkturnål
- Suturnål
- Hattnål